# Scopula pallidior
Scopula pallidior là một loài bướm đêm trong họ Geometridae.